# کیک‌پی‌اچ‌پی
کیک‌پی‌اچ‌پی (به انگلیسی: CakePHP) یک چارچوب نرم‌افزاری تحت وب آزاد برای تولید برنامه‌های تحت وب ،که به زبان پی‌اچ‌پی نوشته شده‌است. این چارچوب از معماری مدل-نما-کنترل‌گر پیروی می‌کند و شی گرا است که تحت اجازه‌نامهٔ ام‌آی‌تی منتشر می‌شود.
در سایت رسمی کیک پی اچ پی در مورد این فریم ورک این گونه توضیح داده شده‌است:
کیک پی اچ پی یک چهارچوب کاری توسعه سریع برای پی اچ پی است که یک معماری توسعه پذیر را برای گسترش، نگهداری و استقرار برنامه‌ها فراهم می‌کند. کیک پی اچ پی با استفاده از الگوهای معمولاً شناخته شده طراحی مانند MVC و ORM تحت قانون قرارداد جایگزین تنظیمات، هزینه‌های توسعه را کاهش می‌دهد و به توسعه دهندگان کمک می‌کند تا کد نویسی را به حداقل برسانند.
کیک پی اچ پی برای توسعه ی نرم افزارهای تحت وب بسیار مناسب می‌باشد و از مهم‌ترین خصیصه‌های آن می‌توان به معماری MVC (مدل-نما-کنترل‌گر) در آن اشاره کرد که یکی از مزایای این معماری این است که توسعه ی نرم افزار را ساده می‌کند و برنامه‌نویس را برای رفع خطا از سردرگمی و گم شدن در کدها نجات می‌دهد. حداقل نسخه مورد نیاز PHP برای کیک پی اچ 3 برابر PHP 5.6 می باشد، و نسخه توصیه شده 7.4 می باشد.
در ورژن 4 این فریمورک حداقل نسخه PHP مورد نیاز نسخه‌ی PHP 7.2 می باشد و توصیه به استفاده از نسخه PHP 8 را دارد.